# アルバート・ハモンドJr.
アルバート・ハモンドJr.（Albert Hammond, Jr.、1980年4月9日 - ）は、アメリカのロックバンド、ザ・ストロークスのギタリスト。ソロ活動も行っている。ギターを胸の位置に高く構えているのが特徴。

## 略歴
ロサンゼルスにてジブラルタル系イギリス人の歌手であるアルバート・ハモンドと、アルゼンチン出身の元モデルで美人コンテスト優勝者の母クラウディア・フェルナンデスのもとに生まれる。
13歳からスイスの名門寄宿学校であるル・ロゼに通い、そこで後にザ・ストロークスを組むこととなるジュリアン・カサブランカスと出会う。その後ジュリアンはニューヨークに、アルバートはロサンゼルスに戻ったが、アルバートがニューヨーク大学に進学するためにニューヨークへ引っ越したところ、ジュリアン・カサブランカスと再会。バンドに参加することとなった。
ザ・ビーチ・ボーイズ、バディ・ホリー、フランク・ブラック、ガイデッド・バイ・ヴォイシズ、ジョン・レノン、マシュー・スウィートなどからの影響を受けていると語っている。

## 私生活
イギリスのスーパーモデル、アギネス・ディーンと交際していたが破局。ミュージシャンの一面のほかにとりわけファッションセンスが良いことでも知られ、3ピーススーツがトレードマーク。父であるアルバート・ハモンドとは非常に仲がよく、公の場に家族で出てくることも少なくない。Twitter上でも仲睦まじい様子を見ることができる。

## ディスコグラフィー

### アルバム
- Yours to Keep (2006年)
- ¿Cómo Te Llama?  (2008年) UK 183位
- Momentary Masters (2015年)
- Francis Trouble (2018年)

### シングル
| 年   | タイトル               | 最高順位   | 最高順位       | 最高順位         | アルバム          |
| 年   | タイトル               | US Hot 100 | US Modern Rock | UK Singles Chart | アルバム          |
| ---- | ---------------------- | ---------- | -------------- | ---------------- | ----------------- |
| 2006 | "Everyone Gets a Star" | -          | 78             | 114              | Yours to Keep     |
| 2006 | "101"                  | -          | -              | 152              | Yours to Keep     |
| 2007 | "In Transit"           | -          | -              | -                | Yours to Keep     |
| 2008 | "GfC"                  | -          | -              | -                | ¿Cómo Te Llama?   |
| 2011 | "Thirteen"             |            |                |                  |                   |
| 2013 | "Ahj"                  |            |                |                  |                   |
| 2015 | "Losing Touch"         |            |                |                  | Momentary Masters |
| 2015 | "Born Slippy"          |            |                |                  | Momentary Masters |
| 2019 | "Fast Times"           |            |                |                  |                   |
| 2019 | "More to Life"         |            |                |                  |                   |
| 2020 | "Etchings"             |            |                |                  |                   |